# 裴宣 (水滸傳)
裴宣，是《水滸傳》人物，京兆府人，為人忠直聰明，分毫不肯苟且，人稱「鐵面孔目」。
裴宣因得罪知府，被發配沙門島，途經飲馬川時，被鄧飛救下，因年長而被推為飲馬川寨主。當時，戴宗路經飲馬川，便把當地的豪傑都招上梁山去了。一生正直不阿，負責掌管定功賞罰軍政司。
後征伐方臘後回朝，不願為官，與楊林回到飲馬川，受職求閑去。

## 影视形象
- 1998年央视版《水浒传》：李文成
- 2011年版《水浒传》：季千淞
- 2012年版《铁面孔目裴宣》：卢星宇